# Fantasia (cavalerie)
Vous lisez un « bon article » labellisé en 2010.
Pour les articles homonymes, voir Fantasia.

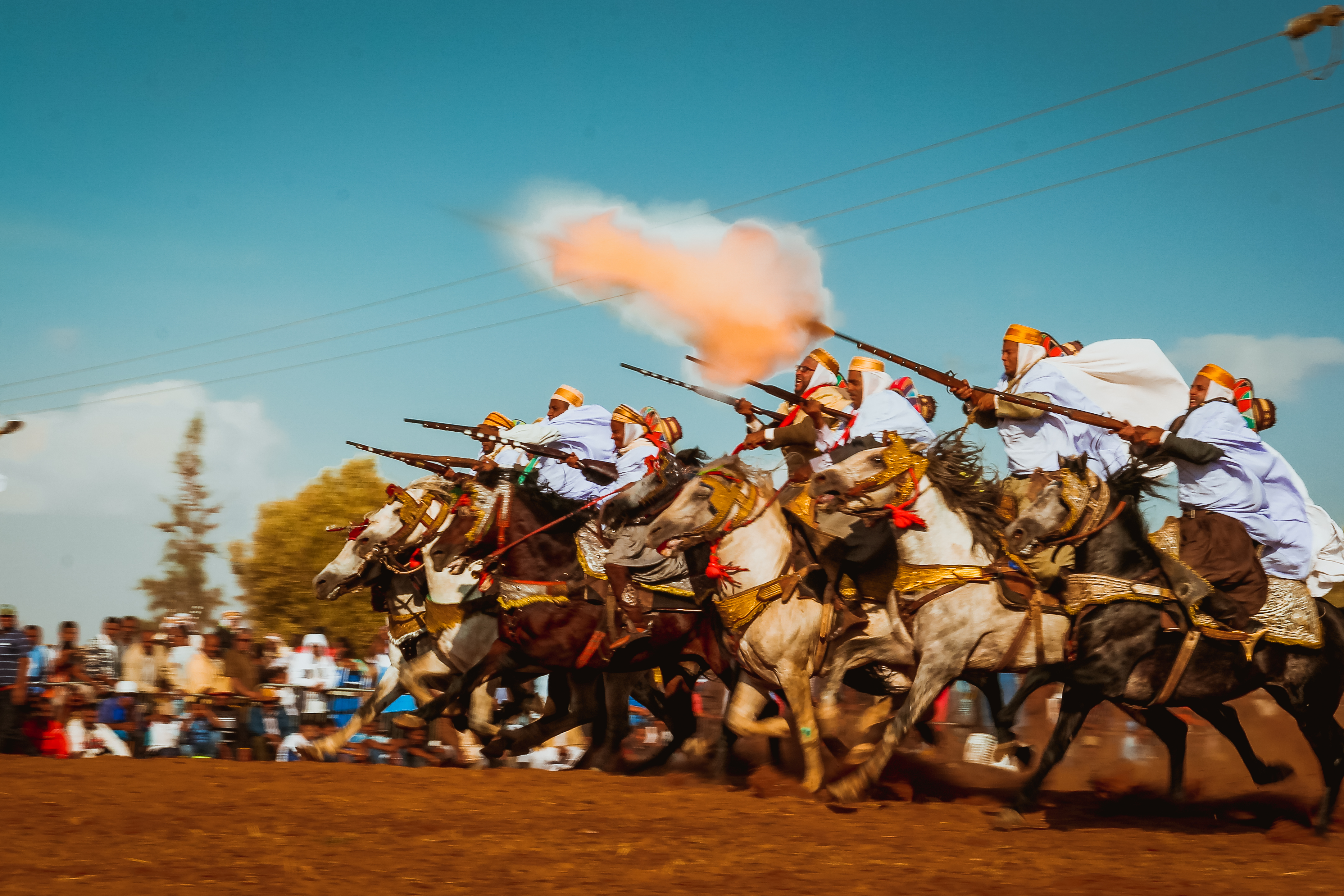
Fantasia à Aïn El Arbaa dans la wilaya d'Aïn Témouchent en Algérie.

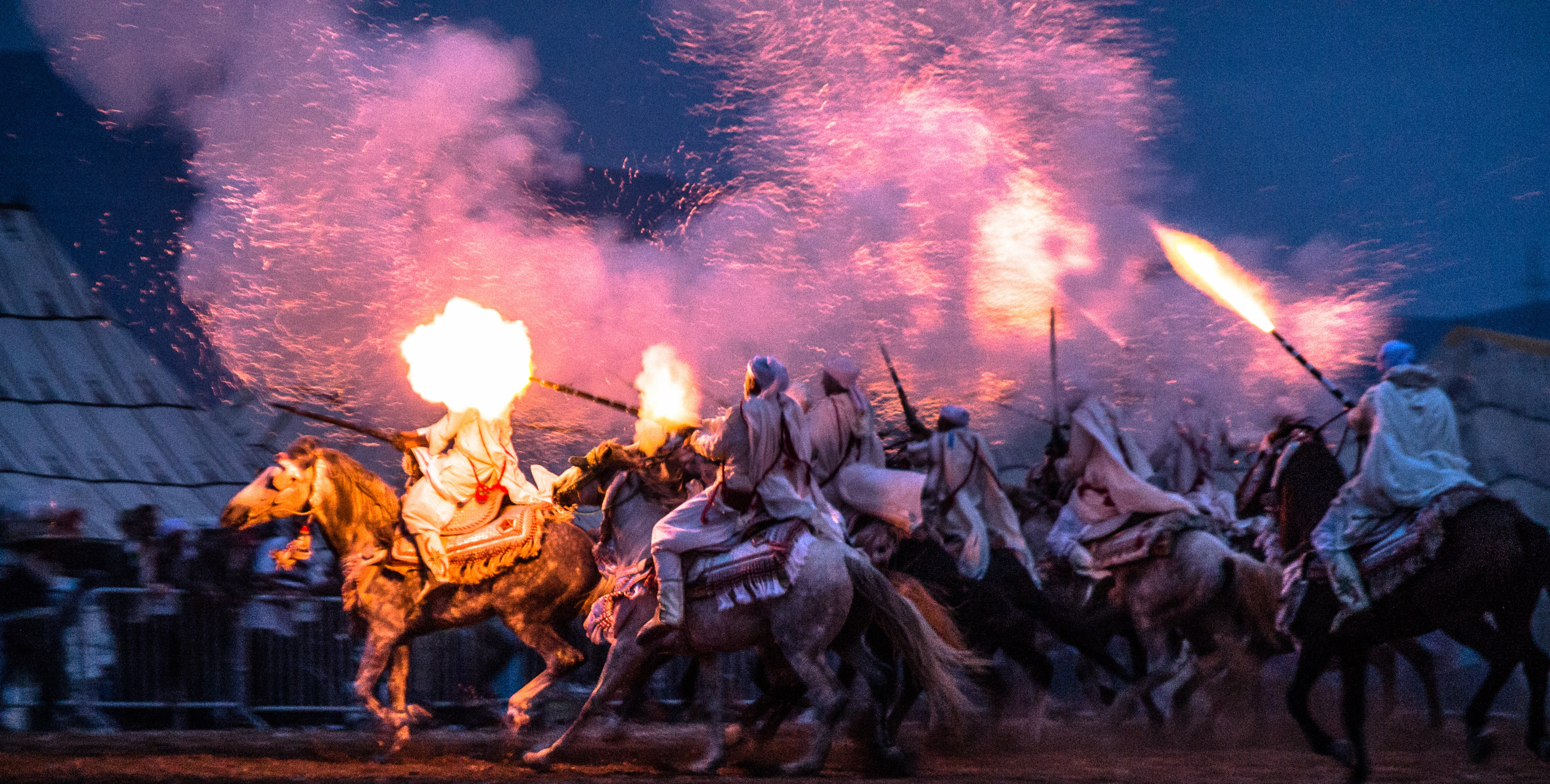
Festival de tbourida à Moulay Abdellah Amghar au Maroc.

La fantasia est une tradition équestre pratiquée essentiellement au Maghreb — incluant le Maroc, l'Algérie, la Tunisie et la Libye —, se manifestant par la simulation d'assauts militaires. Cet art est notamment appelé « jeu de la poudre » ou « jeu des chevaux », et porte divers noms en fonction des régions, dont tbourida au Maroc.
L'inscription de la tbourida sur la liste du patrimoine culturel immatériel de l'humanité est annoncée par le Comité du patrimoine culturel immatériel de l'Unesco en décembre 2021 au nom du Maroc, faisant suite au classement en décembre 2013 du pèlerinage annuel au mausolée Sidi Abdelkader au nom de l'Algérie, qui se caractérise par ses compétitions équestres.
Pratique très ancienne en Afrique du Nord-Ouest, elle prend le plus souvent la forme d'évolutions équestres au cours desquelles des cavaliers, munis de fusils à poudre noire et chevauchant des montures richement harnachées, simulent une charge de cavalerie dont l'apothéose est le tir coordonné d'une salve de leurs armes à feu. Elle peut en outre, selon les régions, être exécutée à dos de dromadaire ou à pied.
La fantasia relève indirectement d'une tradition équestre berbère très ancienne, à mettre en rapport avec l'introduction du cheval barbe, qui fut notamment utilisé chez les Libyens orientaux pour tracter des chars, dès le XIIIe siècle av. J.-C., puis, pendant le millénaire suivant, adapté en tant que monture par les Paléo-Berbères, avec, plus tard, les chevauchées de la célèbre cavalerie numide du roi Massinissa. Signalée à la fin du xviiie siècle par les témoignages de voyageurs au Maghreb, elle sera formellement connue, et prendra ce nom de fantasia, dès 1832, grâce au peintre français Eugène Delacroix et aux tableaux qu'il en fait. Elle deviendra ensuite l'un des sujets de prédilection des peintres orientalistes les plus illustres, tels qu'Eugène Fromentin ou Marià Fortuny.
La fantasia accompagne le plus souvent les fêtes importantes (mariages, naissances, fêtes religieuses, etc.), même si l'aspect touristique l'emporte largement de nos jours.
Une pratique en partie semblable — mais sans armes à feu — existe également au Japon, dans le cadre du festival annuel Soma Nomaoi créé par le clan Sōma et pratiqué par les clans samouraïs.

## Étymologie

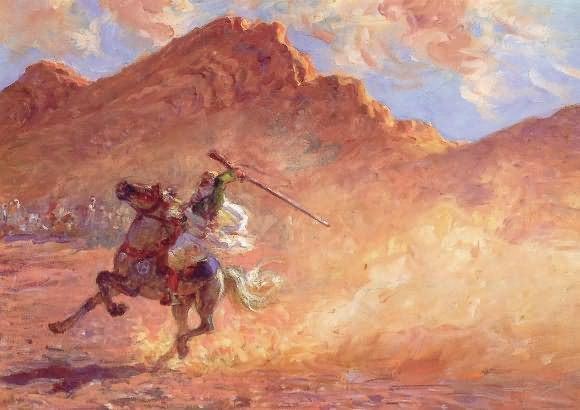
Jeune cavalier au fusil ou La fantasia, Étienne Dinet (vers 1900).

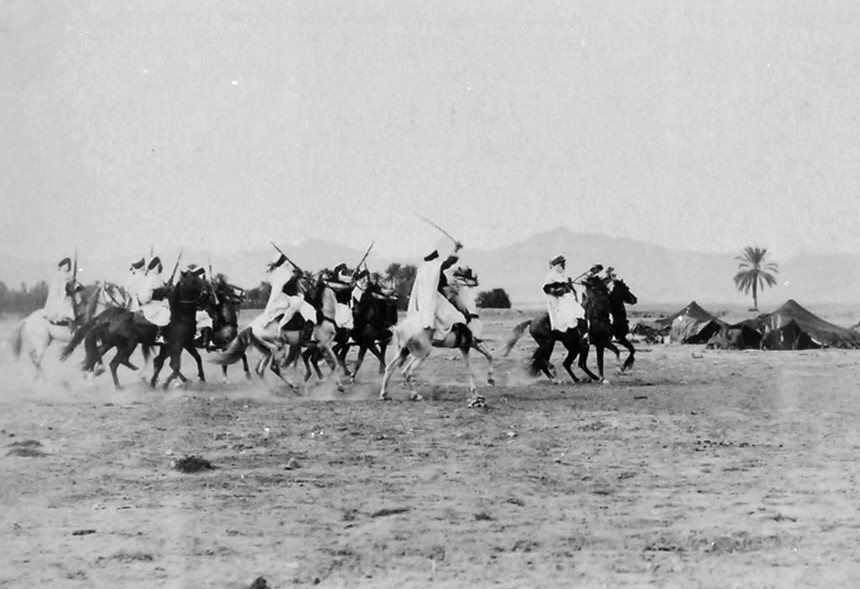
Fantasia à Biskra en 1892.

En langue berbère, la fantasia est connue et citée par plusieurs auteurs sous le nom de tafrawt (au pluriel tiferwin), mot qualifiant plus largement une course de chevaux, et dans lequel la racine « FRW » évoque le phénomène d'envolée, de décollage,. Pour désigner la fantasia, on retrouve aussi le terme amawal.
Chez les Touaregs, la variante de la fantasia à dos de chameau est appelée tamalagha (en touareg latinisé : tamalaɣa).
En dialecte maghrébin, la fantasia est appelée de diverses façons, dont fantazya.
Au Maroc, en dialecte, elle est appelée tburida (tbourida), mot d'origine française dont la racine « BRD » dérive de « poudre ». Un autre terme attesté est celui de lḥerka.
Les spectacles désignés au Maghreb sous les vocables de laâb el baroud ou laʿb al-bārūd, (لعب البارود en arabe, soit « jeu de la poudre »), ou laâb el-khayl ou laʿb al-ḵayl,, (لعب الخيل en arabe, soit « jeu des chevaux »), héritent du nom de fantasia à la suite d'une méprise.
Le terme « fantasia » vient, selon une première version, du mot grec phantasíā (φαντασία), passé par le bas latin et l'italien, désignant un « spectacle imaginaire » et une « faculté de concevoir des images », ou, selon une autre version, du mot d'origine espagnole fantasía signifiant « imagination », mais aussi « vanité, arrogance »,. Il entre dans les parlers maghrébins, où il prend le sens de « panache, gloire ».
C'est le peintre français Eugène Delacroix qui donne par erreur le sens de « spectacle équestre » à ce terme,. André Lanly avance l'hypothèse que « le peintre a pu prendre le qualificatif pour le nom, le noter sur son dessin ou dans sa mémoire et le reprendre par la suite ».
Selon une autre version, l'utilisation du mot fantasia viendrait d'une confusion entre deux mots en arabe classique construits sur la même racine verbale trilittérale خيال, ḵayāl (signifiant « imagination ») et ḵayyāl (signifiant « cavaliers »).
Le mot a un temps été écrit fantazia ou phantasia, ; à propos de ce dernier terme, on peut noter une occurrence de son usage par un voyageur français en Oranie, en 1838, pour des jeux équestres distincts de la fantasia (que ce voyageur nomme par ailleurs « joutes militaires »).

## Histoire

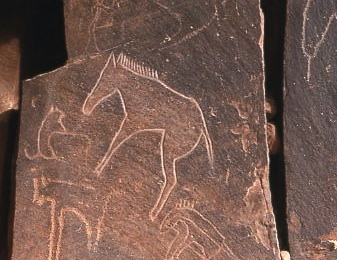
Gravure préhistorique du Sud oranais représentant un cheval, ancêtre du barbe.

L'histoire de la fantasia est celle de la rencontre en terre nord-africaine de l'Homme et du cheval. Les restes osseux d'Equus Caballus algericus datant d'il y a 40 000 ans, aux temps préhistoriques, ou plus récemment, les dessins rupestres de l'Atlas saharien datant de 9 000 ans av. J.-C., attestent de la présence du cheval au Maghreb, un ancêtre de l'actuelle race chevaline indigène, le barbe.
Docile, rustique, endurant, mais surtout rapide, ce cheval fera la gloire des cavaliers numides, considérés à l'époque des guerres puniques comme les meilleurs cavaliers du monde, grâce notamment à la technique de combat par harcèlement à base de charges et de replis rapides qu'ils ont développée. On retrouve plus tard cette même tactique d'attaque et de fuite (appelée el-kerr ul-ferr) chez les Arabes, dont « les cavaliers se précipitent ventre à terre sur les carrés en poussant des cris, déchargent leurs armes, font demi-tour aussitôt, repartent au galop, rechargent leur fusil et reviennent fondre de nouveau sur les carrés »,.

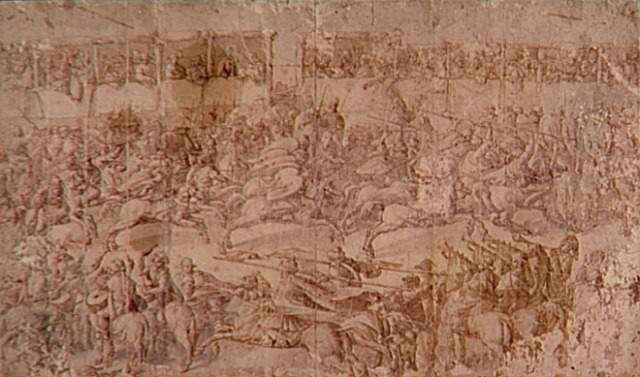
Une fantasia à Tunis, par Jan Cornelisz Vermeyen, vers 1535.

De là découle la fantasia. Qualifiée tour à tour d'image de la guerre, de démonstration rituelle de force et de courage ou même de métaphore de l'affrontement érotique, elle représente surtout les vestiges, la version édulcorée moderne, de l'art militaire de l'équitation arabo-turco-berbère d'Afrique du Nord,.
La toute première représentation d'une fantasia est le dessin du XVIe siècle attribué au peintre flamand Jan Cornelisz Vermeyen (1500-1559), intitulé a posteriori Une fantasia à Tunis, et éventuellement ses deux autres dessins intitulés Tournoi militaire à Tunis,, les trois exécutés lors de la conquête de Tunis en 1535 par l'empereur Charles Quint.
Il faut cependant attendre la fin du XVIIIe siècle pour que soient publiées les premières descriptions de ce qui s'appellera plus tard la fantasia : par Louis de Chénier en 1787, par l'abbé Poiret en 1789 ou dans l'Encyclopædia Britannica en 1797.

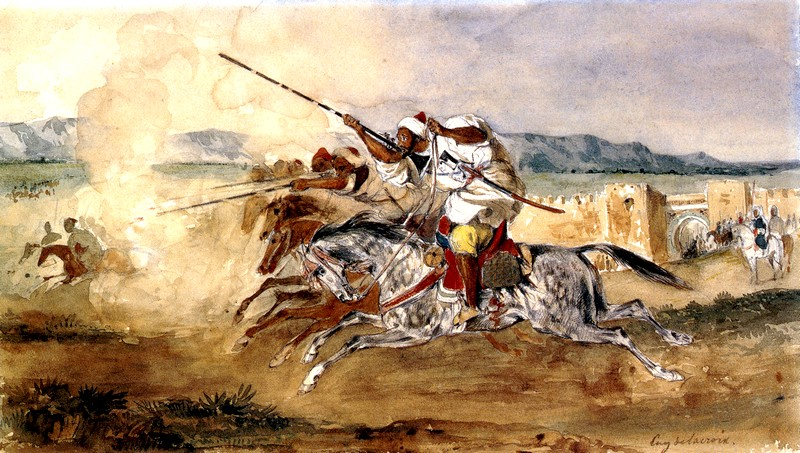
Fantasia ou Jeu de la poudre, devant la porte d'entrée de la ville de Méquinez, par Eugène Delacroix, 1832.

Le 6 mars 1832, Eugène Delacroix, accompagnant le comte Charles-Édgar de Mornay dans son ambassade auprès du sultan marocain, assiste à Garbia, sur la route de Meknès, à ses premiers « jeux de poudre ». Il en verra d'autres à Alcassar-El-Kebir (actuelle Ksar El Kébir), puis à Méquinez (actuelle Meknès) ; il en note la splendeur dans son journal : 

« Notre entrée ici à Méquinez a été d'une beauté extrême, et c'est un plaisir qu'on peut fort bien souhaiter de n'éprouver qu'une fois dans sa vie. Tout c'est qui est arrivé ce jour-là n'était que le complément de ce à quoi nous avait préparé la route. À chaque instant on rencontrait de nouvelles tribus armées qui faisaient une dépense de poudre effroyable, pour fêter notre arrivée. »

De retour en France, Delacroix exécute une aquarelle (actuellement au musée du Louvre), restituant les scènes auxquelles il a assisté, et intitulée Fantasia ou Jeu de la poudre, devant la porte d'entrée de la ville de Méquinez. Il exécute par la suite trois autres « fantasias » : toujours en 1832, Exercices militaires des Marocains ou Fantasia marocaine, actuellement au musée Fabre à Montpellier ; en 1833, Fantasia arabe, actuellement à l'Institut d'art Städel de Francfort ; et enfin, en 1847, Fantasia marocaine, actuellement au musée Oskar Reinhart « Am Römerholz » de Winterthour. C'est ainsi que le mot fantasia devient synonyme de « jeu de la poudre ».
L'époque est alors à la mode de l'orientalisme ; comme le résume Victor Hugo : « Au siècle de Louis XIV on était helléniste, maintenant on est orientaliste ». Nombreux seront les artistes qui composeront d'admirables tableaux de fantasias : Eugène Fromentin, Aimé Morot, Théo Van Rysselberghe, entre autres.
Loin d'être limitée aux seuls pays du Maghreb, la pratique de la fantasia est au contraire attestée au XIXe siècle dans toute l'Afrique du Nord, s'étendant d'une part de l'Égypte, à l'est au Maroc à l'ouest, et d'autre part de la Tunisie au nord au Sénégal ou au Tchad au sud. Mais le plus surprenant est la pratique de la fantasia en Nouvelle-Calédonie ; arrivée avec les déportés algériens, elle s'y perpétue depuis la fin du XIXe siècle,.
Une fantasia remarquable est celle organisée en l'honneur de Napoléon III, le 18 septembre 1860, à Maison-Carrée, dans les environs d'Alger, dans laquelle on a pu compter entre six et dix mille cavaliers,.

## Caractéristiques et description

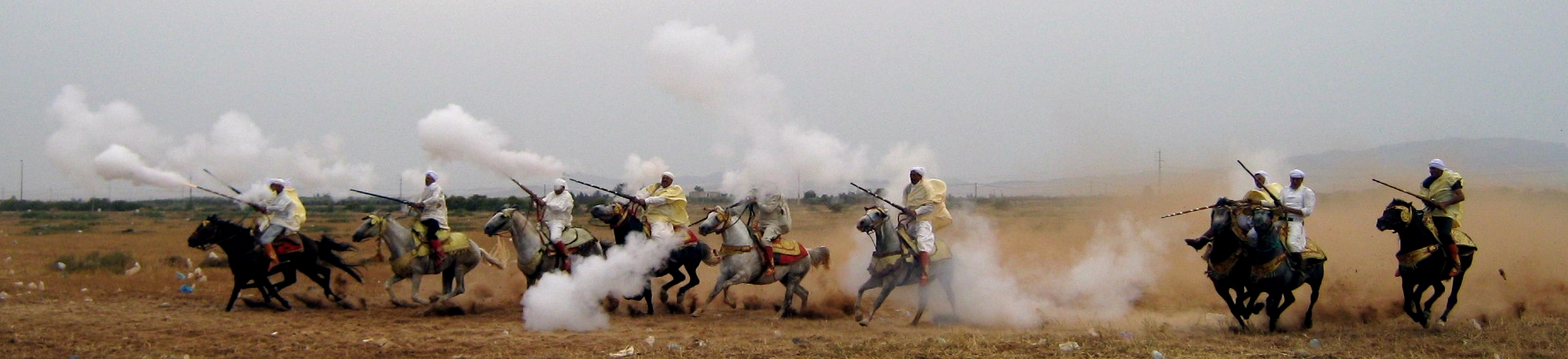
Fantasia à Bni Drar (Maroc, juillet 2010).

### Dénominations vernaculaires

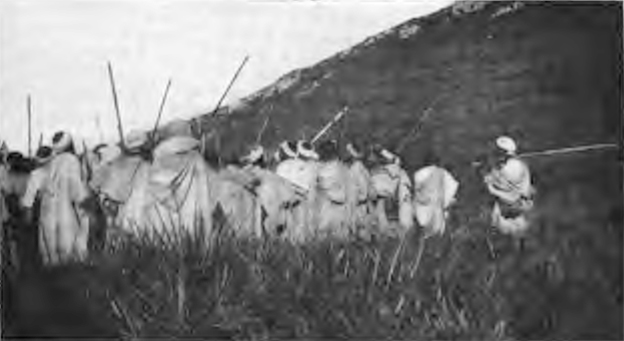
Berbères faisant la fantasia en l'honneur de leurs visiteurs — Région de Meknès (Maroc, 1901).

Au Maghreb, la fantasia porte généralement le nom de laâb el-baroud (« jeu de la poudre ») ou laâb el-kheil (soit « jeu des chevaux ») ; des noms plus locaux existent également : tbourida, (au Maroc), baroud,, lbarud, etc.
En Tunisie, la charge militaire en plein galop ponctuée de tirs de poudre (correspondant au jeu de la poudre marocain) est appelé le mchef (basé sur la racine dialectale chaf signifiant « regarder ») tandis que le deuxième type d'exercices (proche du jeu des chevaux marocain) constitué de figures équestres que le cavalier impose à son cheval sur une musique populaire au son de la tabla (tambour) et la zokra (flûte) est appelé mdaouri (basé sur la racine dialectale dara signifiant « tourner en rond »).

### Célébration
La fantasia est traditionnellement liée à la fête, dont elle constitue le suprême ornement,. Elle est célébrée à l'occasion de certains rites (moussem — ou waada —, zerda ou taam, fêtes annuelles dédiées à un saint pour certaines, au cours desquelles sont sacrifiées des bêtes et organisés de grands festins,), ou de certaines fêtes religieuses (l'Aïd el-Fitr, marquant la fin du ramadan ou le Mouled, qui commémore la naissance du Prophète de l'islam, Mahomet) ; elle accompagne la célébration des mariages (notamment pour escorter la mariée à son nouveau domicile), des naissances ou des pèlerinages ; on l'organise en signe de considération à un chef ou un notable que l'on désire honorer,.
Cependant, de nos jours, la pratique de la fantasia a pris un aspect plus touristique, en tant que démonstration folklorique,.

### Apparat

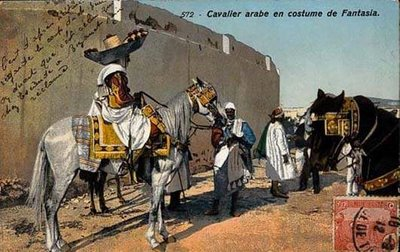
Cavalier arabe en costume de fantasia (Tunisie, vers 1900).

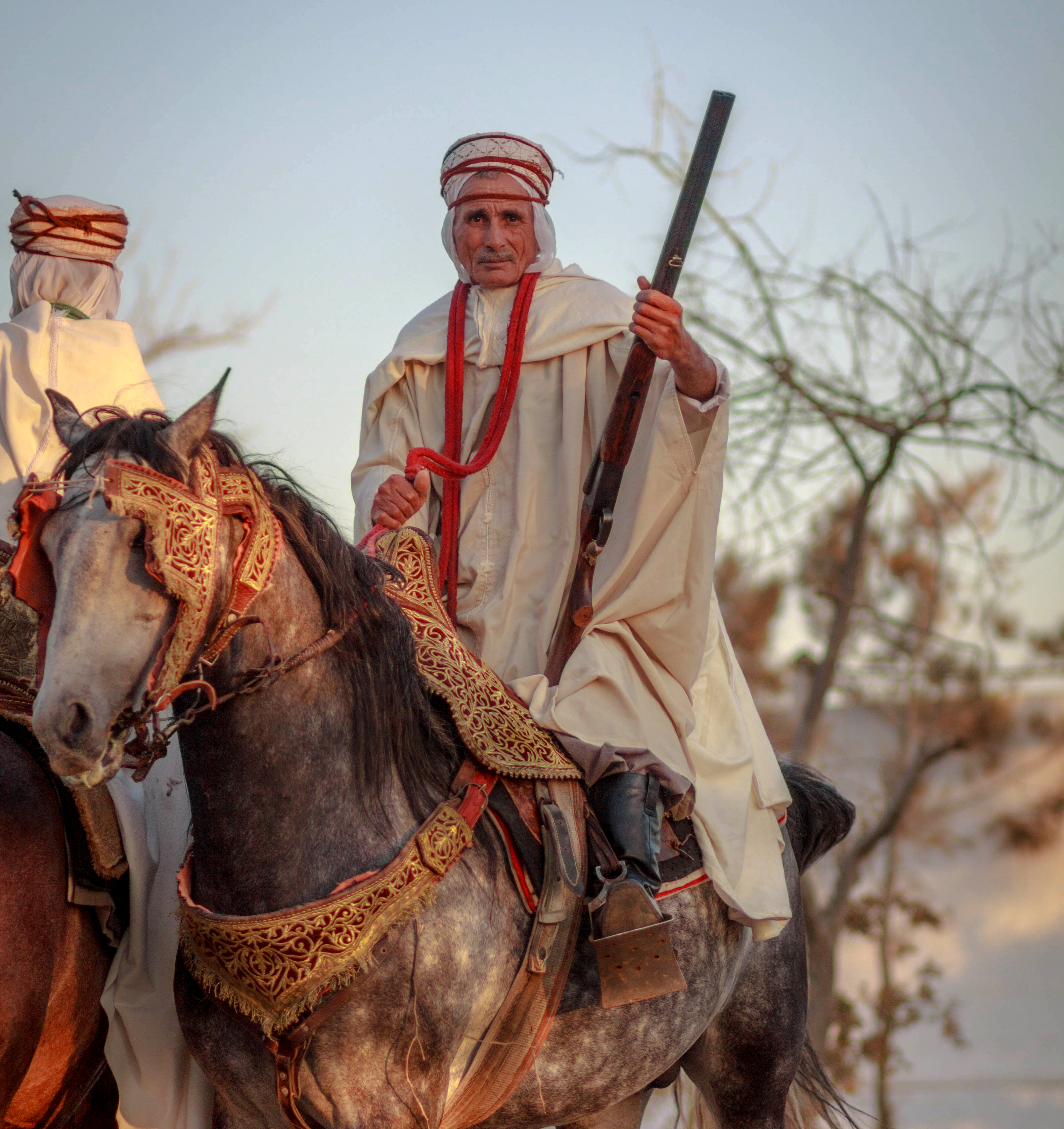
Cavalier algérien en costume de fantasia (El Kharrouba, près d'Alger).

Synonyme d'apparence, de parade, d'éclat de la tenue et de luxe du vêtement, la fantasia se caractérise d'abord par l'importance de son apparat, de la richesse et de la splendeur de l'habillement du cavalier, de son équipement et du harnachement de son cheval. L'équipement du cavalier comprend principalement le moukhala, fusil à poudre noire maghrébin, arme de petit calibre à canon très long, si caractéristique avec ses nombreuses capucines étincelantes et ses incrustations d'os, d'ivoire, de nacre ou de métal, aux gravures colorées ; le cavalier peut s'équiper également d'un yatagan,. Le faste du harnachement se traduit, par exemple, par des selles de maroquin rouge, brodées avec art ou damasquinées et poinçonnées d'or ; des housses en soie de Tunis ; des étriers argentés,,.

### Déroulement

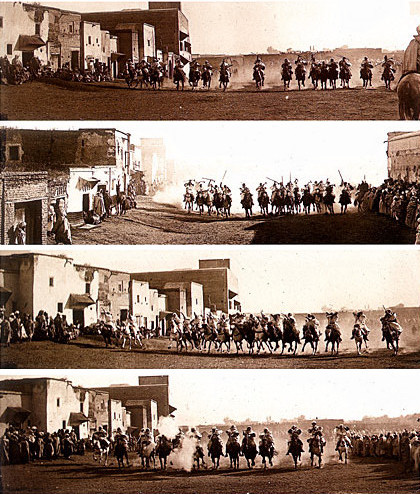
Fantasia au Maroc, par Gabriel Veyre (début du XX).

La fantasia est la répétition théâtralisée des deux mouvements de la cavalerie en guerre : la charge rapide (el kerr) et la retraite subite (el ferr).
Alignés à une extrémité de l'arène — ou de ce qui en tient lieu —, les cavaliers lancent leurs montures ventre à terre et, la bride tenue d'une seule main, font tournoyer leurs fusils au-dessus de leurs têtes ; arrivés à hauteur du gros de la foule de spectateurs, ils se lèvent comme un seul homme, saisissent leurs moukhalas des deux mains, la bride abandonné, arment et tirent de concert, à l'avant ou à l'arrière, en direction de la terre ou encore en l'air, puis font une volte courte et rapide et s'en retournent tout aussi vite qu'ils sont venus à leur point de départ pour recommencer leur course échevelée,.
Les salves ainsi tirées par les cavaliers portent le nom de baroud,.
Selon les régions et selon leur adresse ou leur hardiesse, les cavaliers peuvent agrémenter leurs évolutions de postures ou de gestes acrobatiques, lançant en l'air leurs armes pour les rattraper en pleine course,, se couchant sur les croupes ou se mettant debout sur leurs selles, et certains même se tenant sur leurs têtes, le cheval toujours lancé au galop.
Les femmes répondent à ces performances par de stridents youyous d'encouragement et de satisfaction,.

### Variantes

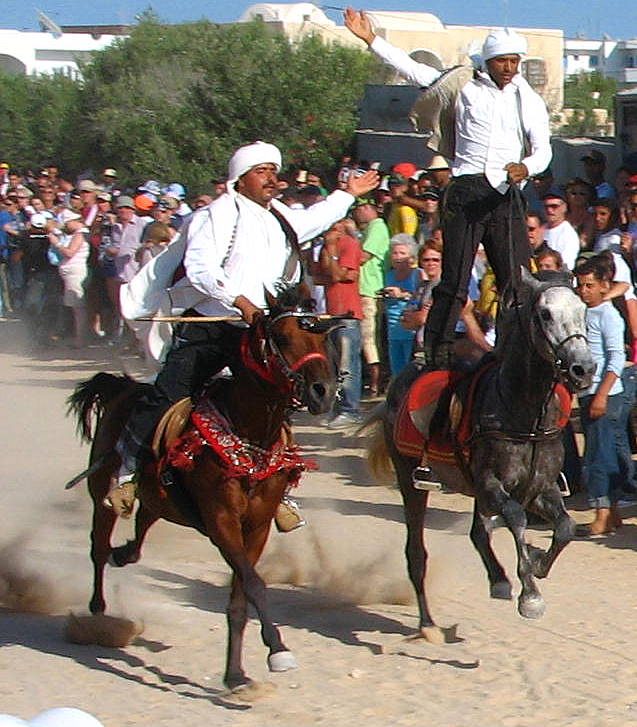
Fantasia acrobatique à Djerba (Tunisie, 2007).

Au-delà des différences cosmétiques qui peuvent exister entre une région et une autre, la pratique de la fantasia peut prendre certaines formes particulières.
La fantasia à pied,, rencontrée par exemple au Mzab, est une forme dans laquelle les cavalcades équestres sont remplacées par des danses où les hommes, alignés en rang ou en cercle, effectuent des allers-retours au rythme de la musique.
La fantasia à dromadaire,, à ne pas confondre avec les méharées, utilise le dromadaire à la place du cheval comme monture de joute. En langue berbère touareg, cette fantasia est appelée « asebrer ».
La fantasia féminine, brisant la coutume des fantasias exclusivement masculines, est attestée en particulier au XIXe siècle à Constantine, où elle est exécutée à pied ; elle revit au cours des années 2000 au Maroc, d'abord sous la forme de groupes de cavaliers mixtes avant que n'apparaisse à Mohammédia, au Maroc, un groupe exclusivement féminin.
On trouve également un événement similaire au Japon, le festival Soma Nomaoi, constitué de courses de chevaux avec des étendards ainsi que de démonstrations d'arts martiaux (au lieu de l'utilisation d'armes à feu). Comme la formule maghrébine, c'est la noblesse qui est à la base de ces démonstrations ; ici ce sont les descendants de samouraïs qui sont à l'œuvre,.

### Exercice périlleux
Jouer à la fantasia n'est pas exempt de danger. En dehors des risques inhérents à la pratique de l'équitation, l'usage des armes, la fougue et l'excitation qui font prendre des risques aux jouteurs, les maladresses peuvent être à l'origine d'accidents à l'issue parfois fatale.
Les chroniques relatent ainsi l'histoire d'Ahmed Bey, dernier bey de Constantine qui, participant en 1820 à une fantasia donnée en son honneur, est gravement blessé à la main par une balle perdue ; cette fantasia organisée en 1859, au cours de laquelle « un cheikh fut emporté mort, tombé avec son cheval », « un autre Arabe eut la jambe cassée » et « un troisième une profonde blessure à la tête », ou encore ce mariage en 1862 en Tunisie, qui tourne au drame, un accident mortel emportant le marié au cours de la fantasia célébrée en son honneur.

### Fantasia moderne

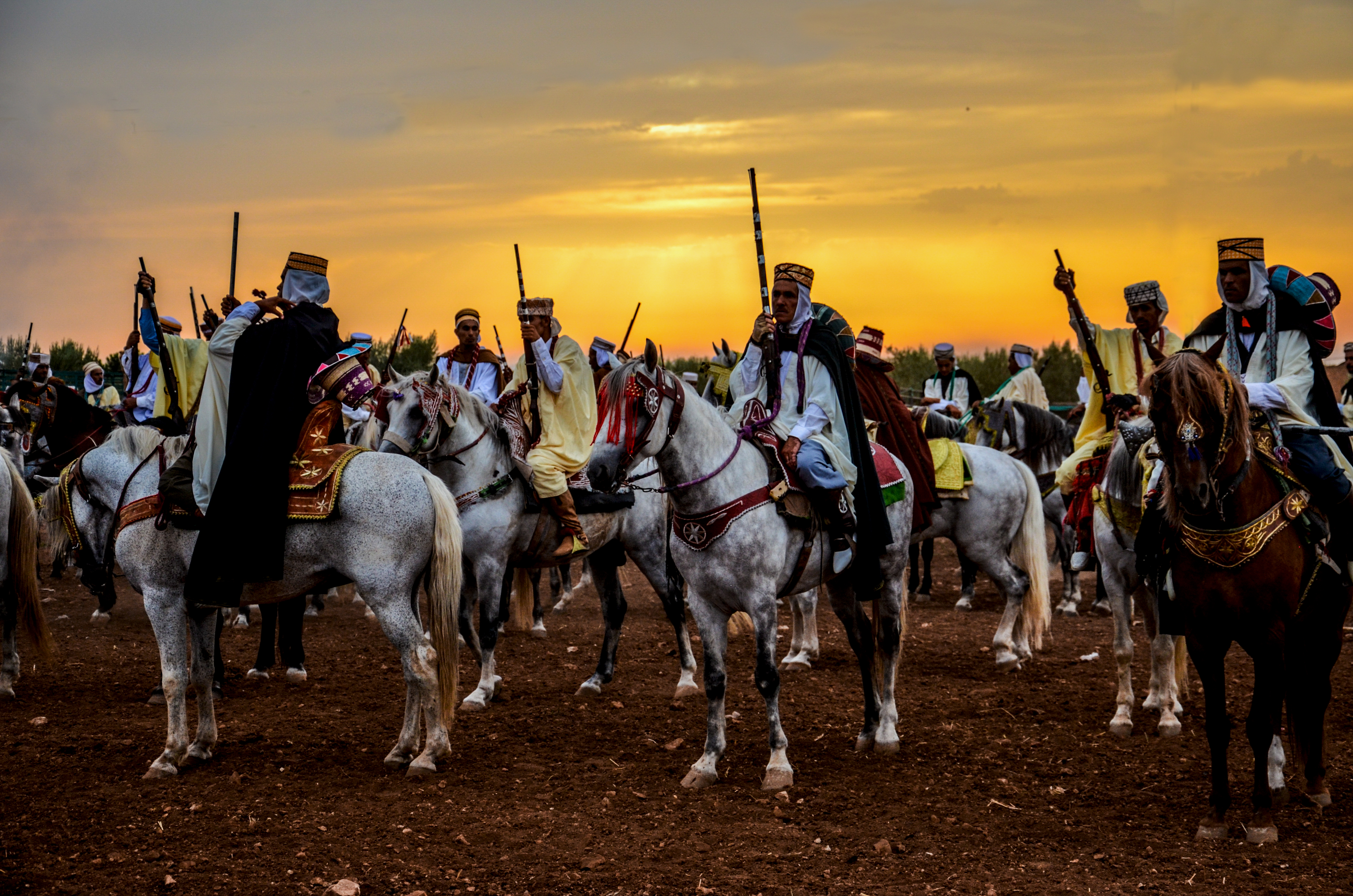
Fantasia dans l'Ouest de l'Algérie.

La Fédération mondiale du cheval barbe a établi un règlement classant la fantasia collective en deux catégories, la temerad et la guelba. Dans les deux cas, l'objectif de l'exercice, réalisé sous la conduite d'un chef de groupe, est la réussite d'un baroud coordonné, ne faisant entendre qu'une seule déflagration.
Au cours de la fantasia temerad, les cavaliers, alignés à une extrémité du parcours d'exhibition, doivent partir au galop au cri du chef de groupe, en respectant un alignement en épaule contre épaule, et au commandement de leur chef, se lever comme un seul homme, épauler leurs armes et sitôt l'ordre donné, décharger enfin leurs fusils tous en même temps. Puis vient le retour au calme, et le retour au point de départ.
La fantasia guelba se distingue de la fantasia temerad par son départ : les cavaliers doivent se présenter au trot et sans ordre au point de départ, tourner bride et s'élancer chacun dans son galop ; ils doivent durant leur course retrouver un alignement au coude à coude avant de pouvoir tirer leur salve.

## Situation actuelle

### Algérie

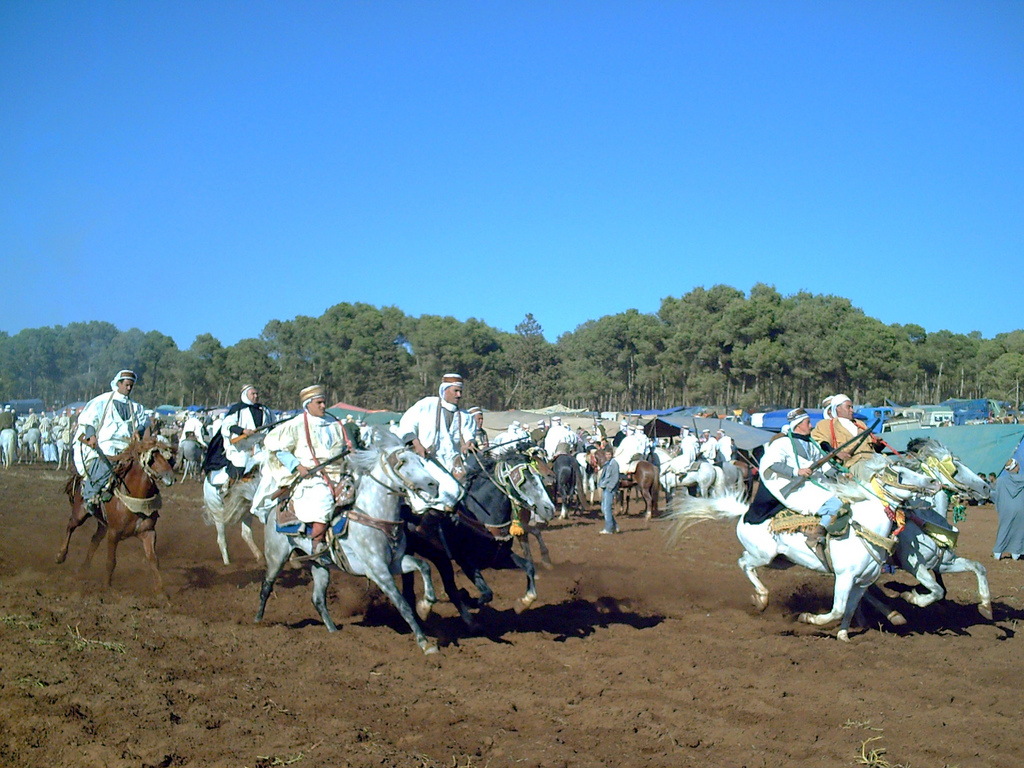
Spectacle de fantasia à Mostaganem (Algérie, 2008).

La Fédération équestre algérienne est l'organisme chargé de l'organisation et du développement de la pratique équestre moderne et traditionnelle en Algérie, y compris la fantasia. 140 associations équestres, organisées en neuf ligues régionales (Aurès, Hodna, Oasis, Dahra, Titteri, Sersou, Saoura, Tafna et Sahara), y sont affiliées.
Le pèlerinage annuel au mausolée Sidi Abdelkader (également connu sous le nom de Rakb Sidi Cheikh), organisé par les communautés nomades et sédentaires à El Abiodh Sidi Cheikh, est classé sur la liste du patrimoine culturel immatériel de l'humanité en Algérie en 2013. S'il comporte des compétitions équestres mobilisant plus de 300 cavaliers,, le directeur du Centre national de recherches préhistoriques, anthropologiques et historiques affirme que c'est la fantasia elle-même qui est classée à cette occasion.

### Maroc
La tbourida, reconnue par l'Unesco comme un élément du patrimoine culturel immatériel marocain en décembre 2021, consiste en une série de parades militaires, recréées conformément aux rituels arabo-amazighs ancestraux. Chaque représentation est exécutée par une troupe de cavaliers, en nombre impair, généralement entre 15 et 25, alignés côte à côte avec le chef au centre,.

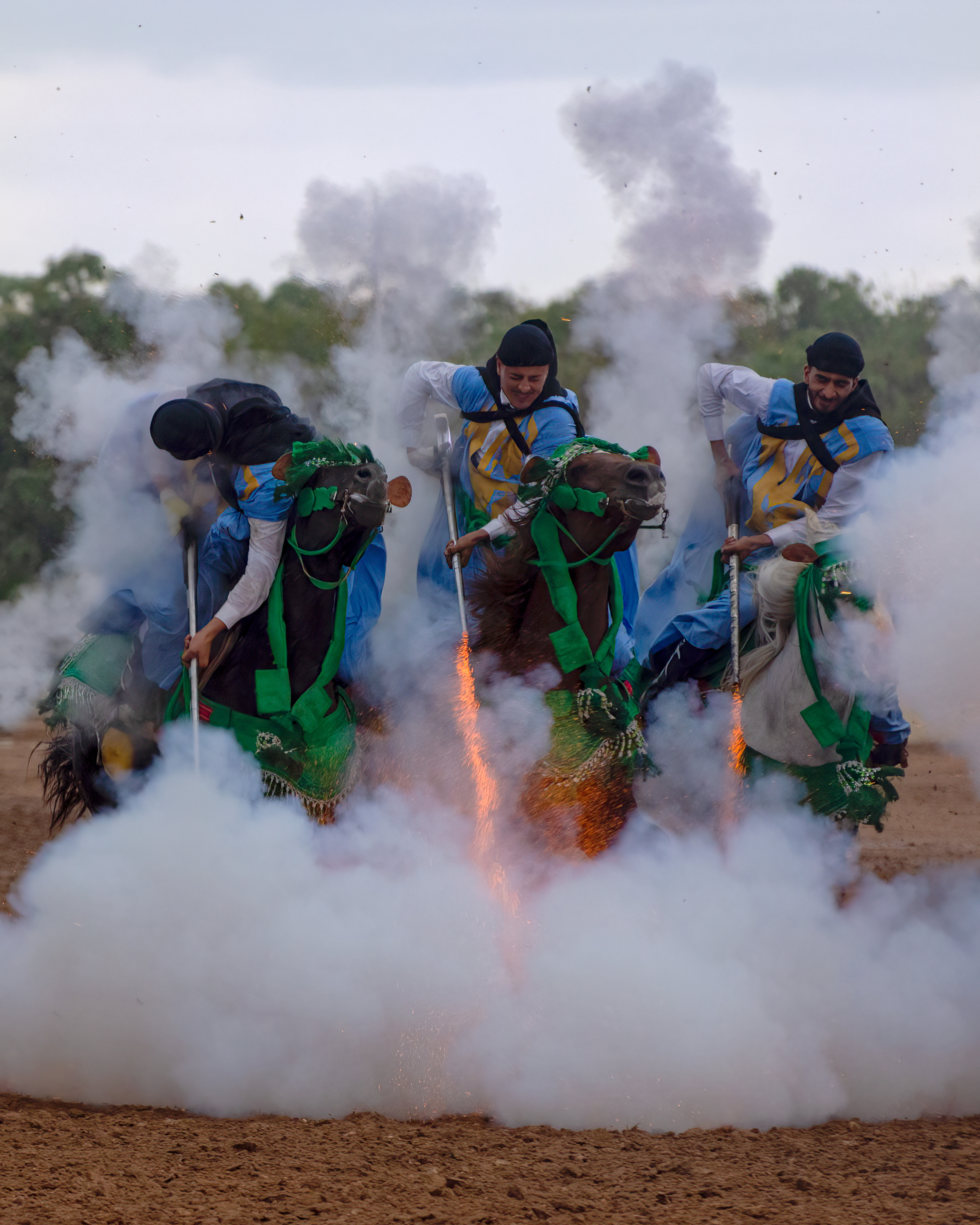
Tbourida au Moussem de Tan-Tan.

Elle est présente parmi les arts présentés lors du Moussem de Tan-Tan. Ce festival, qui rassemble chaque année des milliers de participants, met en lumière la richesse et la diversité des traditions marocaines,, la tbourida y occupant une place particulière en tant qu'expression authentique de l'héritage culturel du pays. Celle-ci relève indirectement d'une tradition équestre berbère marocaine ancienne, qui est représentée dans plusieurs tribus du monde rural marocain. En effet, chacune compte une ou plusieurs troupes de tbourida, avec une concentration significative dans les régions de Tadla, Doukkala-Abda, Beni ʿAmir, Charquaoua, Lahmar, Rhamna, Bni-Ouarayn, Zemmour-Zair, Zayane et Bni Yznassen.
De nos jours, la pratique de la fantasia reste très vivace au Maroc et concerne aussi les femmes. Son organisation et son développement sont du ressort de la Fédération royale marocaine de sports équestres. Près de 1 000 troupes, dites sorbas, comptant près de 15 000 chevaux, sont engagées dans l'exercice de la fantasia. En 2008 est créé le Complexe royal des sports équestres et tbourida Dar Es-Salam, une structure consacrée à la pratique équestre et comprenant notamment une école de fantasia et des ateliers de confection des habits des cavaliers et de fabrication des harnachements. Ce complexe accueille également, tous les ans, les épreuves du Trophée Hassan II des arts équestres traditionnels (tbourida), concours national de fantasia, comprenant trois catégories : seniors hommes, seniors femmes et juniors garçons. Le trophée comprend deux épreuves : la harda (le salut), évaluant l'apparat des équipes (habillement des cavaliers, harnachement des chevaux, maniement des armes), et la talqa, évaluant l'alignement des cavaliers et la synchronisation des tirs des fusils.
Les fantasias sont essentiellement organisées dans les campagnes pendant des fêtes, à l'occasion de mariages, de naissances et d'aïds ou lors de moussems comme le Moussem Moulay Abdellah Amghar, dans la région d'El Jadida, et ceux de Had Dra, dans la région d'Essaouira, et de Sidi Brahim Boualaajoul, dans la région de Kénitra.

### Tunisie
En Tunisie, la Fédération tunisienne des sports équestres encourage la pratique de la fantasia dans ses différentes catégories : jeu de poudre par équipe (mchef) ou jeu de cheval en individuel ou par équipe (mdaouri), etc. Un Festival de la fantasia se déroule dans la ville de Kairouan en novembre et des fantasias sont généralement programmées en début d'été lors du Festival national du cheval pur-sang arabe à Meknassy (gouvernorat de Sidi Bouzid), haut lieu d'élevage et de sélection de chevaux spécialisés dans la fantasia,, ainsi qu'à Agareb (gouvernorat de Sfax), lors de son festival annuel des jeux équestres,. De plus, des spectacles moins formels se produisent aussi lors de mariages et fêtes en l'honneur de saints locaux (moussem et zerda).

### Japon
De nos jours, le festival Soma Nomaoi continue d'attirer beaucoup d'attention dans le pays et fait partie intégrante de l'économie locale ; le festival a d'ailleurs été désigné comme un bien culturel immatériel.
Le festival n'a pu avoir lieu en 2011 en raison de la catastrophe de Fukushima, proche du lieu des festivités.

## Fantasia dans l'art
Le XIXe siècle connaît la vogue d'un important courant littéraire et artistique en Europe : l'orientalisme. Et la fantasia sera le sujet de prédilection des peintres les plus illustres.

### Eugène Delacroix

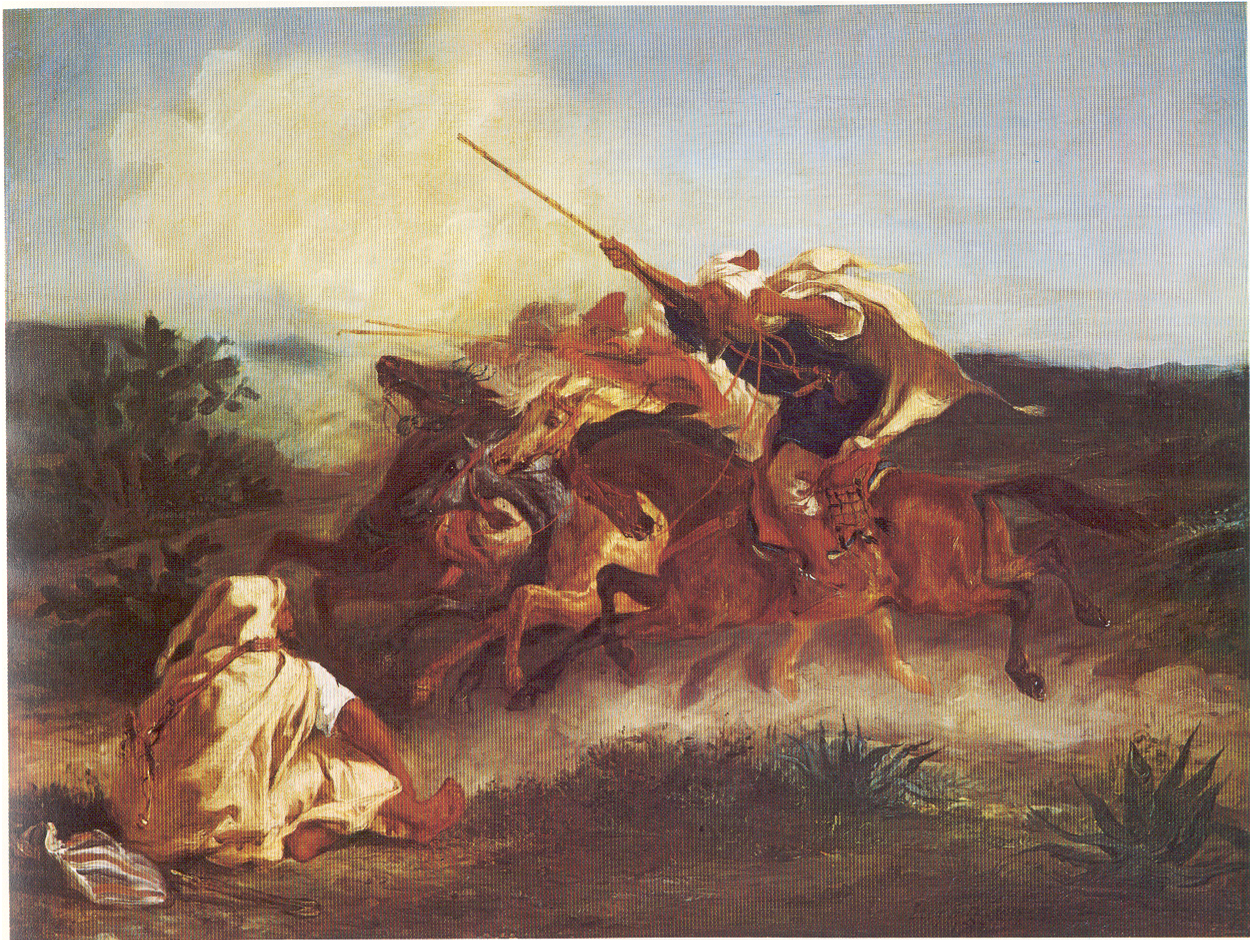
Fantasia arabe, par Eugène Delacroix, 1833.

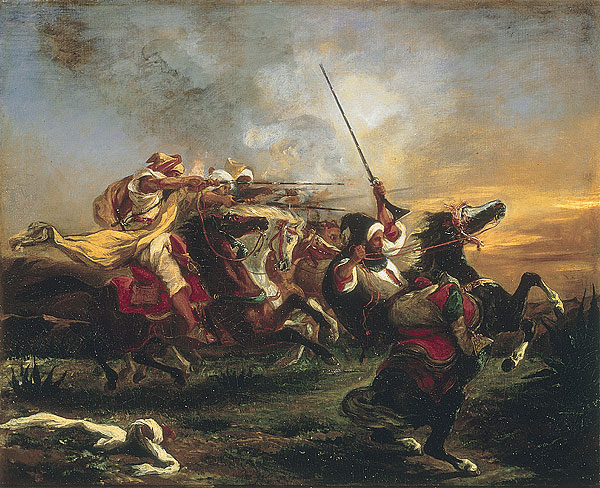
Exercices militaires des Marocains ou Fantasia marocaine, par Eugène Delacroix, 1832.

Eugène Delacroix est le premier à représenter en peinture la fantasia ; il en fait le sujet de plusieurs de ses tableaux, réalisés d'après les esquisses rapportées de son voyage au Maroc en 1832, en particulier lors des spectacles de Sidi Kacem, de Ksar El Kébir et de Meknès. La fantasia, traitée par Delacroix en peinture d'histoire et de bataille, sera pour l'artiste un nouveau sujet de représentation en 1833 et en 1847.
Dans l'esquisse Fantasia (1832), le mouvement du cheval est l'objet du regard du peintre. Dans le tableau Exercices militaires des Marocains, sous-titré Fantasia, (1832), l'artiste joue sur la composition et le mouvement ; il joue également sur ces couleurs chaudes par lesquelles il restitue l'apparat de la charge.

### Eugène Fromentin

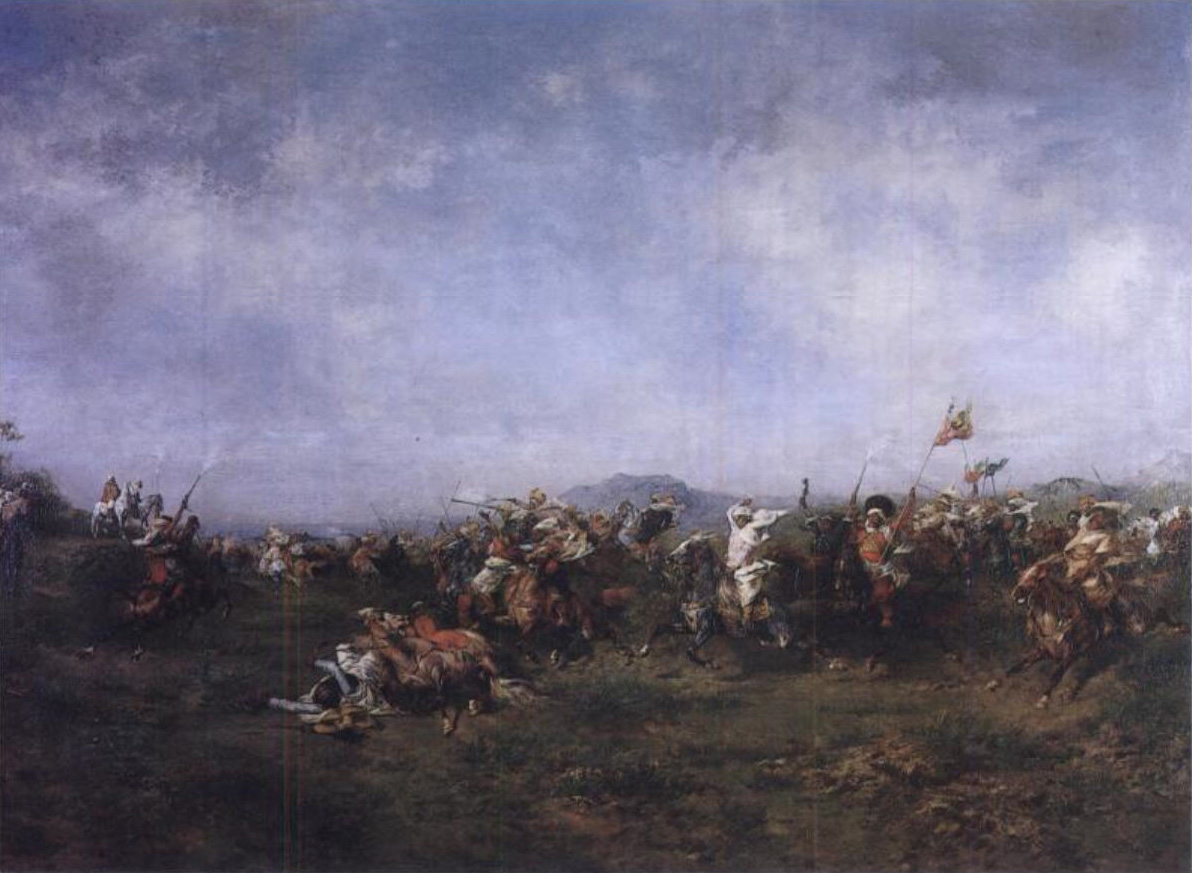
Fantasia : Algérie, par Eugène Fromentin, 1869.

Dans la continuité de Delacroix, Eugène Fromentin, en disciple-continuateur, réussit à conjuguer l'écriture et la peinture, et il déploie dans ces arts une force qui s'épanouit non pas dans la représentation de l'action, mais au contraire dans l'immobile évocation des lieux et des atmosphères. Il sublime d'abord la fantasia dans son ouvrage Une Année dans le Sahel, y invite son lecteur à imaginer « ce qu'il y a de plus impétueux dans le désordre, de plus insaisissable dans la vitesse, de plus rayonnant dans des couleurs crues frappées de soleil » ; il y parle des cris des coureurs, des clameurs des femmes, du tapage de la poudre, du terrible galop des chevaux lancés à toute volée, du tintement, du cliquetis de mille et mille choses sonores.
Il invite surtout dans ce même ouvrage, Delacroix, seul homme selon lui à avoir la fantaisie ingénieuse et la puissance, l'audace et le droit de comprendre et traduire ce spectacle, à en faire autant en peinture. Delacroix n'ayant pas donné suite à cette invite, Fromentin s'y attelle lui-même et présente, en 1869, la traduction picturale qu'il en fait dans son tableau Une fantasia : Algérie, exposé au musée Sainte-Croix de Poitiers.

### Autres

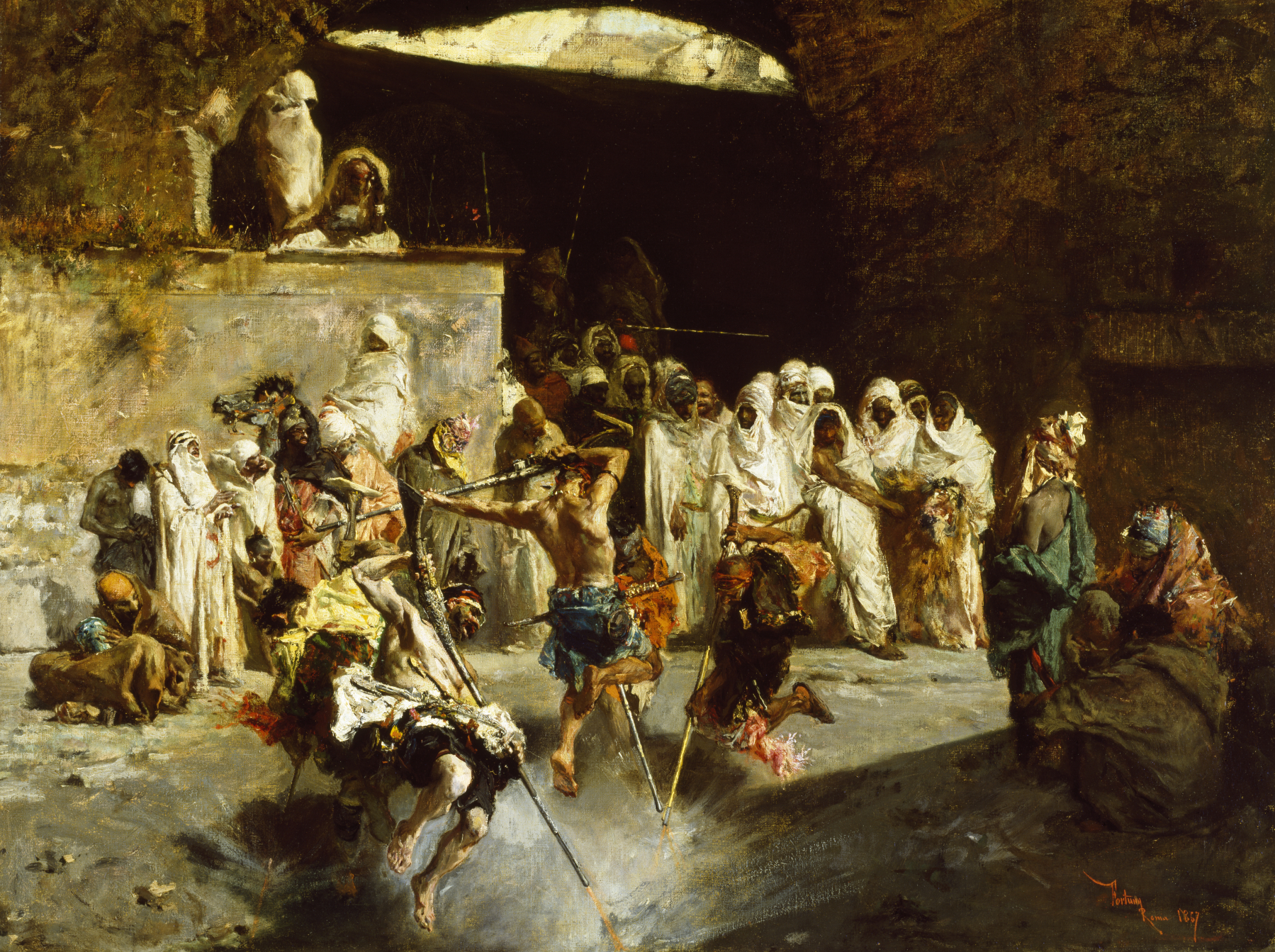
Fantasia arabe, par Marià Fortuny (1867).

La Fantasia arabe de Marià Fortuny est l'un des tableaux les plus originaux qui soient, représentant non pas une classique charge équestre, mais un groupe de guerriers marocains exécutant leur spectacle rituel à pied, plongés dans une lumière crue, donnant force et détails aux couleurs et aux contours, dans un dramatique contraste avec l'arrière-plan flou et sombre.
L'Allemand Otto von Faber du Faur, considéré comme le peintre des batailles, est fasciné par l'éclat de la lumière d'été en Afrique, le désert et les tribus bédouines, les cavaliers. Il peint sa Fantasia lors de son voyage au Maroc, en 1883. Il peint ensuite sa Fantasia à la rencontre de deux tribus en 1885.
Bien d'autres peintres encore représentent des sujets de fantasia, dès le milieu du XIXe siècle. La colonisation de l'Afrique par la France va donner au genre une place d'importance au sein de la peinture française. Eugène Péchaubès a par exemple peint de nombreux sujets de fantasia.

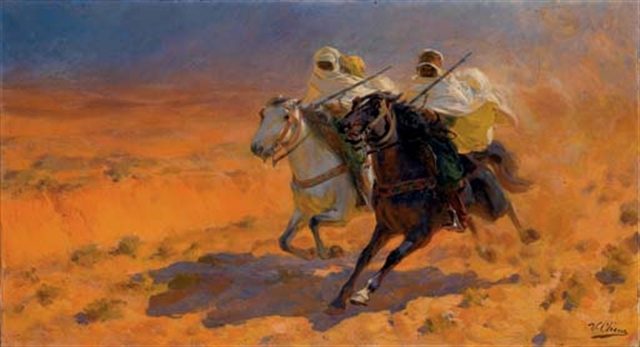
Fantasia, par Ulpiano Checa y Sanz (1860-1916).
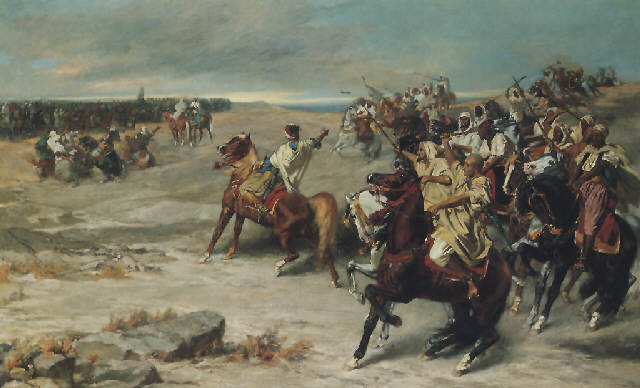
Fantasia, par Otto von Faber du Faur (1883).
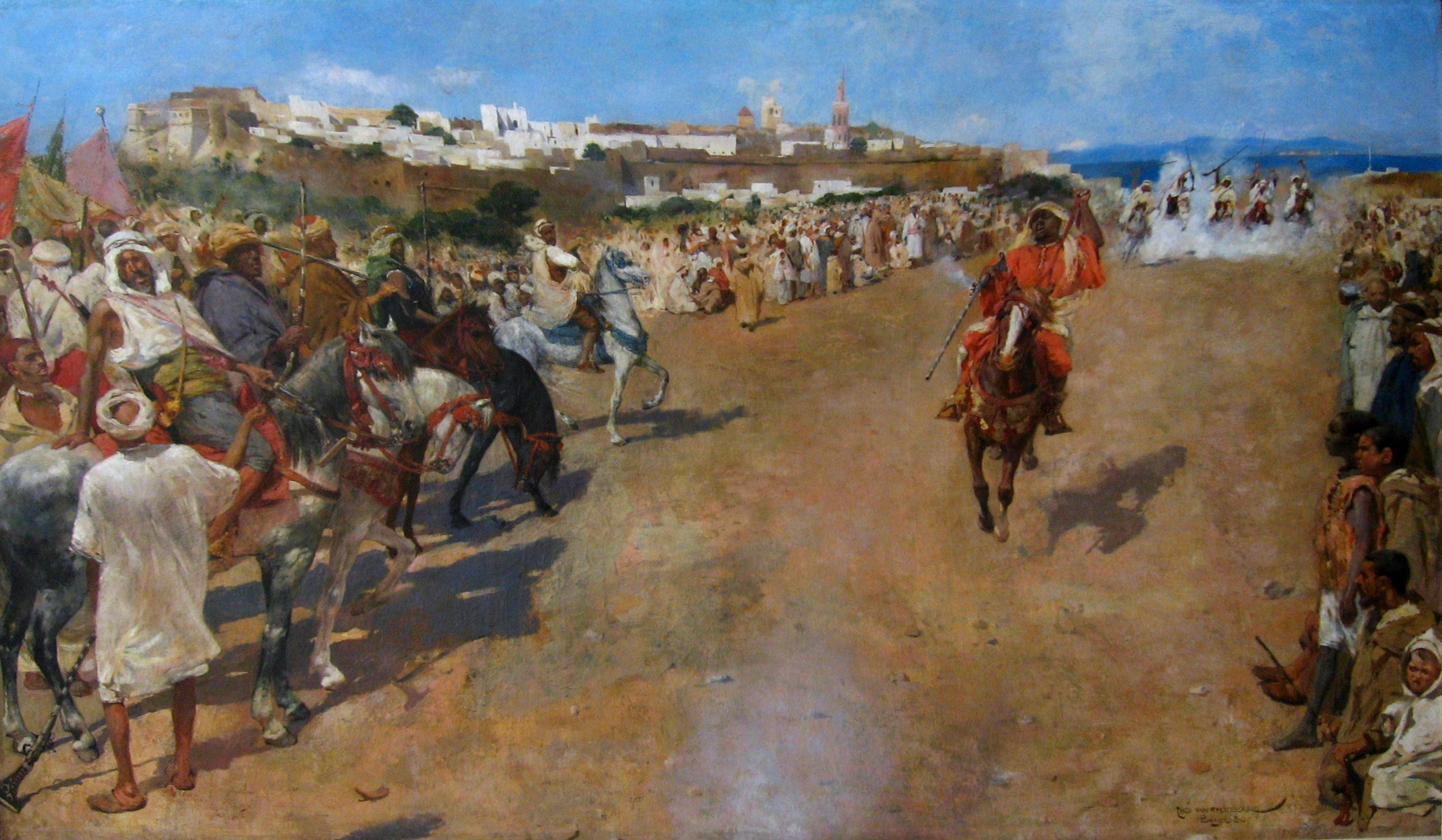
Fantasia arabe, par Théo Van Rysselberghe (1884).
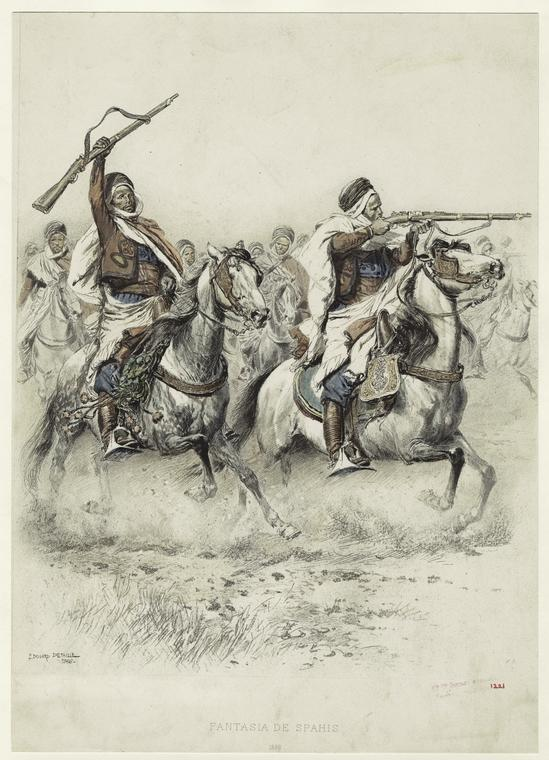
Fantasia de Spahis, par Édouard Detaille (1886).